# Iglesia de las Crocelle ai Mannesi
La Iglesia de las Crocelle ai Mannesi, nombre con el que es popularmente conocida la Iglesia del Sacro Cuore di Gesù ai Mannesi, es una antigua iglesia católica, hoy desacralizada, de la ciudad de Nápoles, Italia. Está localizada en el centro histórico de la ciudad, en Piazza Crocelle ai Mannesi, al lado de Via Duomo.

## Historia
La iglesia, proyectada por el arquitecto Filippo Botta, fue construida en 1882. El edificio fue erigido en el mismo lugar donde anteriormente se levantaba la Iglesia de Santa Maria di Porta Coeli, fundada por los padres Camilianos. Éstos portan un hábito con la cruz pectoral roja, y es por eso que los fieles llamaron la iglesia "delle Crocelle" (es decir, "de las Crucitas"); en cambio, Mannesi es un término napolitano que indica los fabricantes de carros, quienes trabajaban en esa zona.
Aquí empezó a cantar el afamado tenor Enrico Caruso, de adolescente.
El antiguo edificio fue demolido durante las obras de ampliación de Via Duomo, dentro del Risanamento. El nuevo edificio fue gravemente dañado durante la Segunda Guerra Mundial. Tras años de cierre, fue vendido por el Ayuntamiento de Nápoles a la empresa inmobiliaria "Duomo 2000", que confió las obras de restauración de la iglesia a la empresa "Gaidoni".

## Descripción
La iglesia tiene planta rectangular de nave única y fusiona elementos arquitectónicos neogóticos y neoclásicos, con un estilo típicamente ecléctica. Son neogóticos la portada de entrada ojival, las ventanas geminadas, las ventanas rematadas por arcos apuntados y las bandas lombardas colocados en la parte superior de la fachada; en cambio, se inspiran en la tradición clásica los frontones triangulares con las ricas molduras, ubicados encima de la portada y en la cumbre de la fachada, y las lesenas que enmarcan los límites de la perspectiva.
El interior fue modificado radicalmente y parcialmente renovado para la nueva finalidad del edificio.